# Пиф-Паф
Пиф-Паф — четвёртый студийный альбом группы «Маша и Медведи», вышедший 2 февраля 2020 года на лейбле «Рей Рекордс».

## История создания
За несколько лет до релиза группа анонсировала работу над двумя альбомами — «РастаМаха» и «Зимородок», параллельно выпуская синглы и видеоклипы. В 2017 году вышел сингл «Миру война», кроме титульной композиции включавший в себя песню «Воскресенье» и 2 ремикса. В 2018 году появилась песня «Здравствуй, Арарат», на которую год спустя был снят клип. 2 февраля 2020 года вместо ожидаемых двух альбомов вышел неанонсированный «Пиф-паф», куда частью вошёл уже звучавший ранее материал. Альбом был также выпущен в расширенной версии — «Deluxe Version», включающей в себя 2 дополнительных трека — «Скамеечка» и «Спящий в ложбине». 4 февраля группа выступила в программе «Вечерний Ургант» с песней «Коля». 1 марта в клубе «ГлавClub Green Concert» прошла презентация пластинки.

## Список композиций
| №  | Название         | Длительность |
| -- | ---------------- | ------------ |
| 1. | «Мира война»     | 4:42         |
| 2. | «Воскресенье»    | 2:09         |
| 3. | «Пиф-паф»        | 2:29         |
| 4. | «Спокойной ночи» | 4:54         |
| 5. | «Коля»           | 4:22         |
| 6. | «Арарат»         | 4:56         |

| №  | Название           | Длительность |
| -- | ------------------ | ------------ |
| 1. | «Мира война»       | 4:42         |
| 2. | «Воскресенье»      | 2:09         |
| 3. | «Пиф-паф»          | 2:29         |
| 4. | «Скамеечка»        | 2:30         |
| 5. | «Спокойной ночи»   | 4:54         |
| 6. | «Коля»             | 4:22         |
| 7. | «Арарат»           | 4:56         |
| 8. | «Спящий в ложбине» | 4:06         |

## Состав
- Мария Макарова — вокал
- Вячеслав Мотылёв — гитара
- Максим Хомич — гитара
- Георгий Аванесян — бас
- Владимир Козырев — барабаны